# 乌克兰陆军
乌克兰陆军（烏克蘭語：Сухопутні війська Збройних сил України，羅馬化：Sukhoputni viiska Zboroinykh syl Ukrainy，縮寫：СВ ЗСУ）是乌克兰武装部隊的地面作战军种。源自於1991年12月从苏联陆军中的三大军区继承而来的軍種：基辅军区、喀尔巴阡军区、敖德萨军区。

## 历史
1917年十月革命结束后，在今天的乌克兰地区存在着三个自治政权。这些自治政权的每一个都有其独立的武装力量。最大的一个是乌克兰人民共和国，其乌克兰人民军则是早期的武装力量。其他独立武装力量在第一次世界大战和第二次世界大战之间都是比较弱小的。这三支服务于不同政权的军队每一个都有不同的组织结构和旗帜。这些武装力量都为乌克兰本土的独立作出他们自己的贡献。但是最终他们都被纳入诸如波兰、苏联、匈牙利、罗马尼亚以及捷克斯洛伐克这些邻国之中。

### 苏联解体之后
乌克兰武装力量在创立之时有大约78万名士兵、7,000辆装甲车、6,500辆坦克以及2,500枚战术核武器。然而，乌克兰面临的问题是，尽管它拥有巨大的武装部队，却缺乏一个合适的领导机构。因此，1991年8月24日，乌克兰最高拉达通过决议，批准前苏联武装力量的所有军事单位，可继续留存于乌克兰的领土内，并在其基础上组建了全新的乌克兰国防部。
1991年乌克兰独立宣言发表后，乌克兰陆军继承了原苏联的第1警卫队、第13军、第38军；两支坦克军（第6近卫坦克军和第八坦克军）；驻扎在辛菲罗波尔的第32集团军（32-йКенигсберскийармейскийкорпус）。此外，原属于苏联的第28机械化警卫旅（28MRD）和第180摩托化警卫旅也留在了乌克兰。在这之前，乌克兰已经整编了原总部位于摩尔多瓦提拉斯波尔的第4近卫军。
1992年初，乌克兰陆军指挥官的职权范围终于被明确划分。到1992年底，苏联基辅军区解散，乌克兰利用基辅军区原有组织结构，改组成为新的乌克兰国防部，并设置了乌克兰陆军总参谋长。
1993年6至8月间，全新的乌克兰陆军第一集团军建成。在1993年12月1日，第八坦克军改编成为乌克兰陆军第八集团军。虽然乌克兰陆军长官制度在1992年初就已经创建，但其迎来首位长官瓦西里·索博科夫已经是1994年4月7日了，这用了两年多的时间。根据乌克兰某一个有关法律的第四条规定，当时乌克兰陆军各阶层间并没有独立的命令发布权限，所有的乌克兰陆军，从司令官到士兵，都直接听命于乌克兰陆军总参谋长。
1996年5月23日，根据96年第368号乌克兰总统令，创立之初的乌克兰陆军将一支独立的服务机构放置在总统专列上。同年，乌克兰陆军司令部成立，且乌克兰第一集团军也被重组为“乌克兰北方领土守备军区”（在1998年成为“北方军区”）。1997年，喀尔巴阡军区被重组为西方军区。
1996年12月，时任总统列昂尼德·库奇马在一次演讲中透露，有多达191支机械化步兵和坦克班组并没有切实补足装备和兵员，他补充道，“这种局面对于乌克兰前线及保卫乌克兰边界是极其危险的。
从1992年到1997年，原隶属于基辅军区的武装力量都被转移到敖德萨军区，而敖德萨军区的总部则搬到了顿涅茨克。全新的乌克兰第二集团军在敖德萨军区基础上建立。前陆军单位被升级为陆军集团军，而摩托化步兵师则转化为机械化步兵师或旅。攻击直升机团则合并组合为陆军航空旅。
在2005和2006年间，北方军区重组为北方领土保卫区。它的任务是负责乌克兰北方领土的防卫，士兵动员培训和战时物资储备。
在2014年烏克蘭革命後，俄羅斯特種部隊先是包圍繼而奪取烏克蘭在克里米亞的軍事基地，同时封鎖通往克里米亞的道路，阻止烏克蘭向克里米亞增援。到2014年3月底，烏克蘭撤走了全部在克里米亞的烏軍。當時的烏克蘭陸軍被認為是狀態不佳，只有6,000人可以立即投入戰鬥。根據烏克蘭官方數字，在俄羅斯吞併克里米亞前駐守克里米亞的20,300名烏軍中，只有6,000人撤離。大量駐守當地的烏軍最終選擇留下加入俄軍。

## 陆军各兵种

### 装甲机械化部队

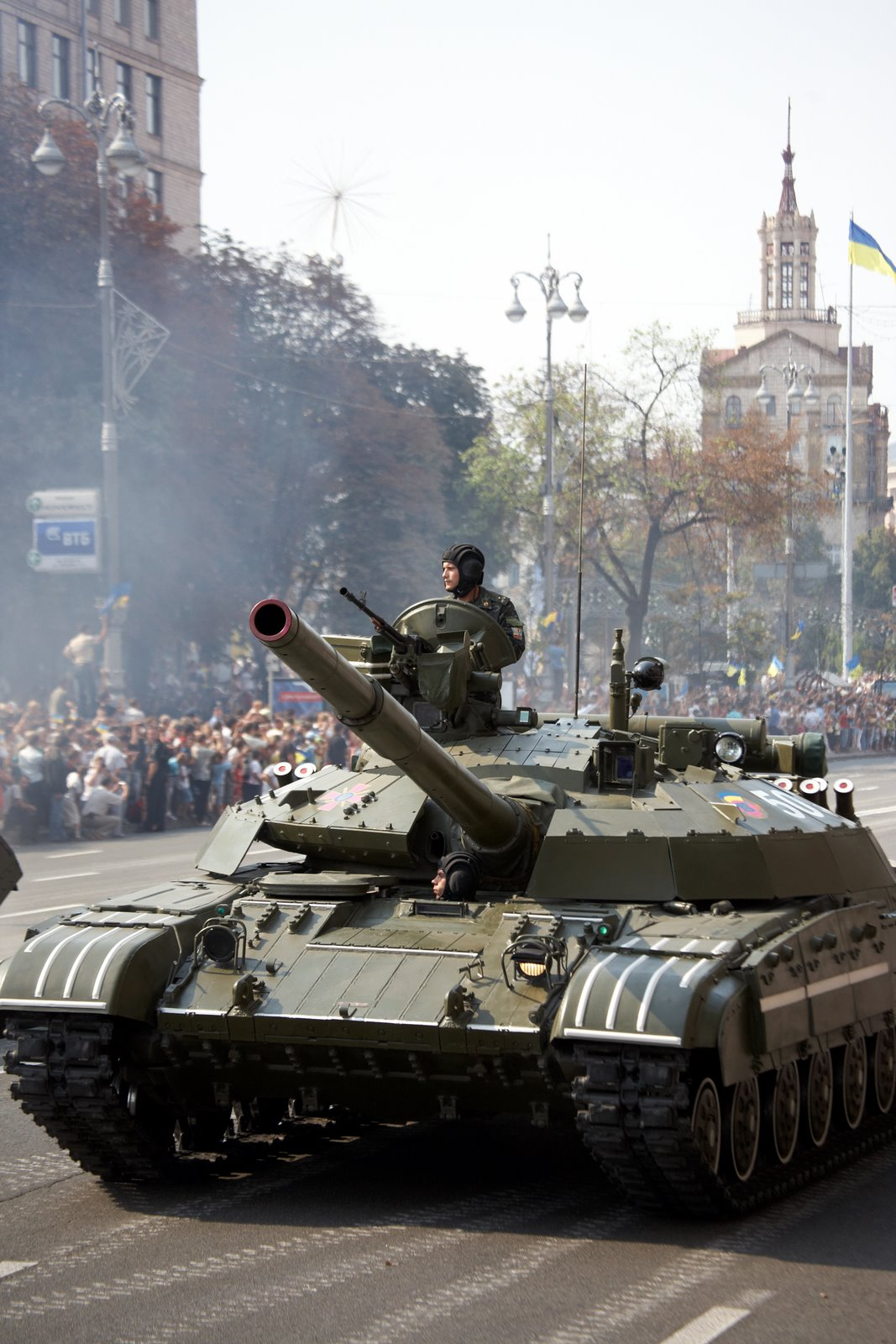
T-64BM坦克

装甲部队与机械化步兵是乌克兰陆军的作战兵种。从1992年的14个师大幅削减至2008年的2个师、6个旅、1个独立团。现在，这些部队均为旅级番号建制。
现役部队有：
- 乌克兰陆军第1坦克旅 – 切尔尼戈夫州洪恰里夫斯凯[13]
- 第3坦克旅[14]
- 烏克蘭陸軍第17坦克旅 – 第聂伯罗彼得罗夫斯克州克里维里赫[15]
- 机械化步兵第14旅
- 机械化步兵第24旅 - 2003年9月由第1师改组。
- 机械化步兵第28旅（英语：28th Mechanized Brigade (Ukraine)） -
- 机械化步兵第30旅（英语：30th Mechanized Brigade (Ukraine)） -
- 机械化步兵第51旅（英语：51st Mechanized Brigade (Ukraine)） -
- 机械化步兵第53旅
- 机械化步兵第54旅
- 第56摩托化步兵旅[14]
- 机械化步兵第72旅
- 机械化步兵第92旅（前驻捷克斯洛伐克苏军中央集群所属的摩步第48师）
- 机械化步兵第93旅
- 机械化步兵第128旅（英语：128th Mechanized Brigade (Ukraine)） - [16]
- 机械化步兵第74旅（英语：74th Mechanized Brigade (Ukraine)）2022年4月新編
- 机械化步兵第75旅（英语：75 Mechanized Brigade (Ukraine)）2022年4月新編
- 机械化步兵第76旅（英语：76 Mechanized Brigade (Ukraine)）2022年4月新編
- 机械化步兵第77旅（英语：77Mechanized Brigade (Ukraine)）2022年4月新編
- 机械化步兵第78旅（英语：78Mechanized Brigade (Ukraine)）2022年4月新編
- 机械化步兵第77旅（英语：79Mechanized Brigade (Ukraine)）2022年4月新編
- 第6装甲旅（英语：6th Armored Corps (Ukraine)） - 2022年5月新編
- 第7装甲旅（英语：7th Armored Corps (Ukraine)） - 2022年5月新編
- 第8装甲旅（英语：8th Armored Corps (Ukraine)） - 2022年5月新編
- 第9装甲旅（英语：9th Armored Corps (Ukraine)） - 2022年5月新編
- 第10装甲旅（英语：10th Armored Corps (Ukraine)） - 2022年5月新編
- 第11装甲旅（英语：11th Armored Corps (Ukraine)） - 2022年5月新編
- 第12装甲旅（英语：12th Armored Corps (Ukraine)） - 2022年5月新編
- 第47裝甲旅[17]
- 第24機械化旅[14]
- 第53機械化旅[17]
- 第10山地突擊旅[14]

撤编部队有：
- 机械化步兵第300团（英语：300th Mechanized Regiment (Ukraine)）
- 机械化步兵第15旅 (Khmelnitskiy) (苏联第13集团军（英语：13th Army (Soviet Union)）近卫摩步第17师) - 2004
- 机械化步兵第16旅 第1空降师（英语：1st Airmobile Division (Ukraine)）下属的第45空降旅) - 1993/01 - 2006
- 近卫坦克第17师（英语：17th Armored Brigade (Ukraine)）[18][19]– 2003年缩编为坦克第17旅（英语：17th Armored Brigade (Ukraine)）
- 机械化步兵第22旅（英语：22nd Mechanised Brigade (Ukraine)） (Chernovtsy) (机械化步兵第66师/第110地区训练中心)- 2000-2003.
- 第23坦克教导师（英语：23rd Tank Division） – 从1987年为第6065存储基地[19]
- 机械化步兵第25旅（英语：25th Rifle Division (Soviet Union)） (Lubny) (苏联近卫第1集团军（英语：1st Guards Army (Soviet Union)）近卫摩步第25师)
- 机械化步兵第27旅 (比爾霍羅德-德涅斯特羅夫斯基) (苏联近卫第14集团军（英语：14th Guards Army）摩步第180师，演变为乌克兰空降第1师（英语：1st Airmobile Division (Ukraine)）)
- 近卫坦克第30师（英语：30th Mechanized Brigade (Ukraine)）[19]–2004年7月30日改编为机械化步兵第30旅（英语：30th Mechanized Brigade (Ukraine)）
- 近卫坦克第41师（英语：41st Guards Tank Division） – 从1989年为第5193存储基地[18][19]
- 近卫坦克第42师（英语：42nd Guards Tank Division） – 从1990年为第5359存储基地[18][19]
- 近卫第48坦克教导师（英语：48th Guards Training Tank Division） – 第169地区训练中心（英语：169th Training Centre (Ukraine)）[18][19]
- 机械化步兵第52旅 (Artemovsk)， 2004年撤编。(前身为摩步第254师。从苏军南方集群撤至基辅军区。[20]1993年隶属于敖德萨军区第6军团[21])
- 机械化步兵第62旅 (Berdichev) (前身坦克第117师，第117地区训练中心，后改编为机步第62旅，2004年6月18日改编为炮兵第62旅（英语：26th Artillery Brigade）
- 机械化步兵第84旅(见165-й учебный центр по подготовке иностранных военнослужащих（俄语：165-й учебный центр по подготовке иностранных военнослужащих）)[22]
- 机械化步兵第97旅（英语：97th Mechanized Brigade (Ukraine)） - 2004
- 近卫坦克第117师（英语：117th Guards Tank Division） – 第119地区训练中心[19]
- 机械化步兵第161旅（英语：161st Mechanised Brigade） (前身为摩步第161师)
- 其它

### 陆军航空兵与空降兵

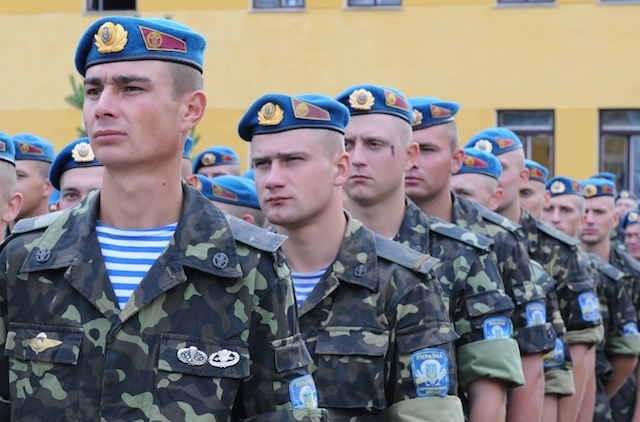
第95空降旅的士兵

陆军航空兵包括两个团：陆航第3团与陆航第7团，装备米-8与米-24直升机。
乌克兰空降兵部队包括两个空中机动旅、1个伞兵旅、1个空中机动团：
- 空降兵第25旅（伞兵）（英语：25th Airborne Brigade (Ukraine)）
- 空降兵第79旅（空中机动）（英语：79th Airmobile Brigade (Ukraine)）
- 空降兵第95旅（空中机动）（英语：95th Airmobile Brigade (Ukraine)）
- 空降兵第80团（空中机动）（英语：80th Airmobile Regiment (Ukraine)）
- 空降兵第28训练营（英语：169th Training Centre (Ukraine)）

### 火箭与炮兵

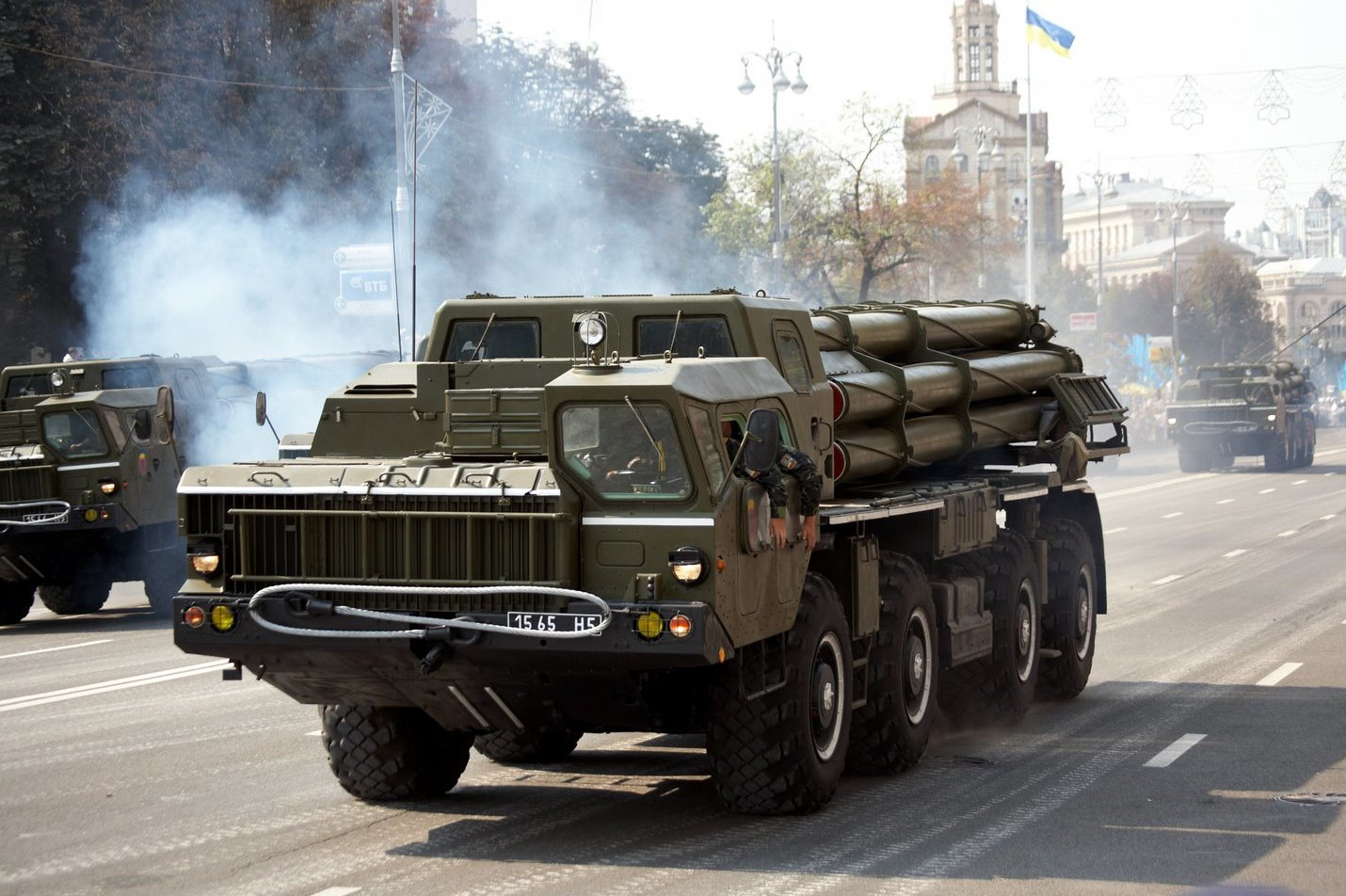
BM-30火箭炮在基辅阅兵中。

乌克兰火箭与炮兵装备身管火炮、多管火箭炮、战术地地弹道导弹。

### 陆军防空兵
师级部队装备了S-300导弹、黄蜂、山毛榉、山毛榉-M1、道尔等防空导弹。在团级部队装备了通古斯卡-M1、Igla、Strela、Shilka防空装备。

## 2012年陆军编制

陆军三大作战司令部
西方作战指挥部
南方作战指挥部
北方地区指挥部

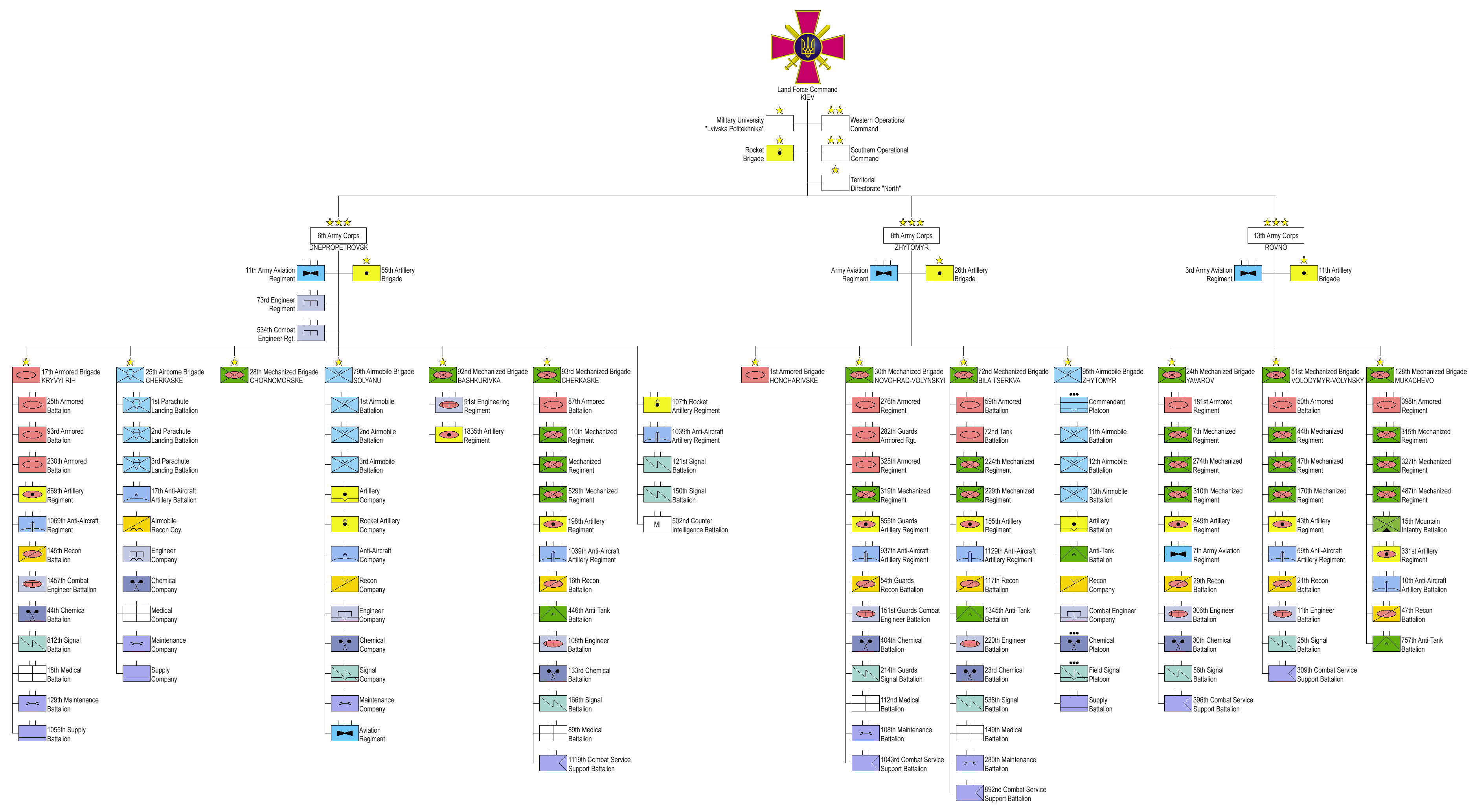
乌克兰陆军组织结构图 (部分单位显示的是2004年前的状态)

2011年底，乌克兰陆军的组织结构：
- 陆军三大作战指挥部
  - 西方作战指挥部，（原苏联喀尔巴阡军区（英语：Carpathian Military District））
    - 后勤部队司令部第124联合保障中心

  - 南方作战指挥部，敖德萨（原苏联敖德萨军区（英语：Odesa Military District））
  - 北方地区指挥部，切尔尼戈夫（原苏联基辅军区（英语：Kyiv Military District））
  - 陆军直属部队
    - 第1004陆军司令部警卫与勤务连
    - 第3独立别动团
    - 第8独立别动团
    - 第79空降旅（英语：79th Airmobile Brigade (Ukraine)）
    - 第19火箭旅
    - 第169训练中心"Desna"
    - 军乐中心

  - 总统直属部队
    - 乌克兰总统第1独立团

  - 总参谋部直属部队
    - 第101总参谋部警卫独立旅
    - 总参谋部第30汽车基地
    - 国防部第70汽车基地
    - 第1野战通信中心Proskuriv
    - 第70通信中心
    - 第12宪兵独立营

  - 第6军团（英语：6th Army Corps (Ukraine)）, 第聂伯罗彼得罗夫斯克
    - 坦克第17旅（英语：17th Armored Brigade (Ukraine)）, 克里维里赫
    - 空降第25旅（英语：25 Airborne Brigade (Ukraine)）, 切爾卡斯凯
    - 近卫机械化步兵第28机械化步兵旅（英语：28th Guards Mechanised Brigade），敖德薩州黑海村
    - 近卫机械化步兵第92旅（英语：92nd Mechanized Brigade (Ukraine)），丘古耶夫
    - 近卫机械化步兵第93旅（英语：93rd Mechanized Brigade (Ukraine)），切爾卡斯凯
    - 第55炮兵旅
    - 军团直属单位

  -  第8军团（英语：8th Army Corps (Ukraine)），日托米尔
    - 坦克第1旅（英语：1st Armored Brigade (Ukraine)），洪恰里夫斯凯
    - 机械化步兵第30旅（英语：30th Mechanized Brigade (Ukraine)），沃伦斯基新城
    - 机械化步兵第72旅（英语：72nd Guards Mechanized Brigade），白采尔克瓦
    - 空降兵第95旅（英语：95th Airmobile Brigade (Ukraine)），日托米尔
    - 炮兵第26旅，别尔季切夫
    - 陆航第3团（英语：3rd Army Aviation Regiment (Ukraine)），布罗德
    - Corps Units

  -  第13军团, 罗夫诺
    - 机械化步兵第24旅（英语：24th Mechanised Brigade (Ukraine)）, 亚沃里夫
    - 机械化步兵第51旅（英语：51st Mechanized Brigade (Ukraine)）, 沃洛德米尔
    - 近卫机械化步兵第128旅（英语：128th Mechanized Brigade (Ukraine)）, 穆卡切沃
    - 炮兵第11旅（英语：11th Artillery Brigade (Ukraine)）, 捷尔诺波尔
    - 7th Army Aviation Regiment, 新卡利诺夫
    - 77th Air Assault,頓涅茲克

### 2022军力实力
- 680000人（35000名空降兵）[29]
- 3808辆坦克（海军41辆）[29]

烏克蘭四個軍區

- 2000+辆以上装甲战车（空降兵310辆，海军160辆）[29]
- 214架作战直升机[29]
- 3300門火砲（海军47门）（大多數來自於西方國家援助）[29]

## 军事教育与训练中心

### 军校
- 以彼得羅·科納舍維奇-薩海達奇內命名的利沃夫陆军学院
- 敖德萨军事学院
- 以伊万·切尔尼亚霍夫斯基命名的乌克兰国防大学

### 训练中心
- 羅夫諾军事训练中心
- 斯托羅日涅茨军事训练中心
- 日托米尔军事训练中心
- 博爾赫拉德军事训练中心

## 歷任最高指揮官
- 1994年—1998年：瓦西里·季莫费耶维奇·索布科夫（烏克蘭語：Собков Василь Тимофійович）上將
- 1998年—2001年：彼得·伊万诺维奇·舒利亚克（英语：Petro Shulyak）上將
- 2001年—2002年：亚历山大·伊万诺维奇·扎特奈科（英语：Oleksandr Zatynaiko）上將
- 2002年—2004年：彼得·伊万诺维奇·舒利亚克（英语：Petro Shulyak）上將
- 2004年—2006年：尼古拉·尼古拉耶维奇·彼得鲁克（烏克蘭語：Петрук Микола Миколайович）上將
- 2006年—2007年：瓦列里·谢苗诺维奇·弗罗洛夫（烏克蘭語：Фролов Валерій Семенович）中將
- 2007年—2009年：伊万·尤里耶维奇·斯维达（英语：Ivan Svyda）上將
- 2009年—2014年：根纳季·彼得罗维奇·沃罗比约夫（英语：Henadii Vorobiov）上將
- 2014年—2016年：阿纳托利·萨瓦捷耶维奇·普什尼亚科夫（烏克蘭語：Пушняков Анатолій Савватійович）中將
- 2016年—2019年：谢尔盖·尼古拉耶维奇·波普科（英语：Serhiy Popko）上將
- 2019年—2024年：亚历山大·瑟尔斯基上將
- 2024年       ：亞歷山大·帕夫柳克中將

### 引用
1. ↑  Abbott, P. & E. Pinak Ukrainian Armies 1914–55 (Osprey Publishing Ltd., 2004), ISBN 1780964013, 9781780964010
2. ↑  Yuriy Yurchnya《乌克兰的军队》DCAF出版社刊印、2010年版第89页
3. ↑  Stephend D. Olynyk 《冷战后的乌克兰军事力量》,联合部队季刊,1997年春季版第93页。
4. ↑  安德鲁·邓肯：“乌克兰陆军现在明白了，改变总是对的”简氏防务周刊,1997年4月,162 - 3。
5. ↑  Yurchnya、2010、91:据乌克兰国防部新闻发言人2005年7月27日的说法：“乌克兰北方军区改编计划的工作已有超过70%完成”。Interfax-AVN,Interfax-AVN军事新闻网,莫斯科,英国格林尼治时间2005年7月27日 BBC观察
6. ↑  . The Guardian.   [2015-01-31]. （原始内容存档于2014-10-26）.
7. ↑  . www.thejournal.ie.   [2015-01-31]. （原始内容存档于2015-08-12）.
8. ↑  . CBS News.   [2015-01-31]. （原始内容存档于2014-07-08）.
9. ↑  . Wall Street Journal.   [2015-01-31]. （原始内容存档于2015-02-23）.
10. ↑  （乌克兰語） After the annexation of Crimea left only 10% of staff SBU （页面存档备份，存于）, Ukrayinska Pravda (February 8, 2016)
11. ↑  . 2014-03-23  [2018-12-23]. （原始内容存档于2018-12-23）.
12. ↑  IISS Military Balance 1992/3, p 86, and Military Balance 2008, p 188
13. ↑  （乌克兰語） Brigade in Honcharivske receives new tanks （页面存档备份，存于）
14. 1 2 3 4  . Patreon.   [2023-07-02]. （原始内容存档于2023-07-02）.
15. ↑  （乌克兰語） Training in the 17th Armored Brigade （页面存档备份，存于）
16. ↑  .   [2009-08-28]. （原始内容存档于2011-06-07）.
17. 1 2  . Twitter.   [2023-06-12] （中文）.
18. 1 2 3 4  Lenskiy
19. 1 2 3 4 5 6 7  Feskov, p.106
20. ↑  Ukaz 90/92 of the President of Ukraine Archive.today的存檔，存档日期2013-04-19, accessed March 2013.
21. ↑  Ukaz 574/93 of the President of Ukraine Archive.today的存檔，存档日期2013-04-19, accessed March 2013.
22. ↑  Seemingly formed 1992. See http://svitlytsia.crimea.ua/index.php?section=printable&artID=11116 （页面存档备份，存于）
23. ↑  See Ukrainian Army Aviation （页面存档备份，存于）
24. ↑  .   [2014-09-02]. （原始内容存档于2007-10-25）.
25. ↑  Ukrinform. . Ukrainian Government. 2003-10-25  [2012-11-21]. （原始内容存档于2017-10-19）.
26. ↑  .   [2017-01-21]. （原始内容存档于2013-01-02）., accessed November 2012.
27. ↑  .   [2014-09-02]. （原始内容存档于2007-10-07）.
28. ↑   (PDF).   [2013-04-10]. （原始内容 (PDF)存档于2013年5月20日）.
29. 1 2 3 4 5  Ukrainian Armed Forces 2012 White Book p.68 的存檔，存档日期2013-06-12.

## 延伸阅读
- Andrew Duncan, 'Ukraine's forces find that change is good,' Jane's Intelligence Review, April 1997, 162–165.
- Ben Lombardi, Ukrainian armed forces: Defence expenditure and military reform, Journal of Slavic Military Studies, Vol. 14, No. 3, version of record date 18 Dec 2007.
- James Sherr, Ukraine's Defence Reform: An Update （页面存档备份，存于）, Conflict Studies Research Centre, 2002